# Episodi di The Neighborhood (settima stagione)
La settima stagione della serie televisiva The Neighborhood, composta da venti episodi, è trasmessa in prima visione assoluta negli Stati Uniti d'America da CBS dal 21 ottobre 2024 al 5 maggio 2025. La serie è inedita in Italia.
| nº | Titolo originale                                         | Prima TV USA     |
| -- | -------------------------------------------------------- | ---------------- |
| 1  | Welcome to the Neighborhood, Daphne                      | 21 ottobre 2024  |
| 2  | Welcome to the Big Sleep                                 | 28 ottobre 2024  |
| 3  | Welcome to the Vote                                      | 4 novembre 2024  |
| 4  | Welcome to the Great Beyond                              | 11 novembre 2024 |
| 5  | Welcome to Commitment                                    | 25 novembre 2024 |
| 6  | Welcome to Daddy Issues                                  | 2 dicembre 2024  |
| 7  | Welcome to the Wicked Stepmother                         | 9 dicembre 2024  |
| 8  | Bienvenidos a Nosotros                                   | 16 dicembre 2024 |
| 9  | Welcome to Pickleball                                    | 27 gennaio 2025  |
| 10 | Welcome to the Pickle                                    | 3 febbraio 2025  |
| 11 | Welcome to the e-Neighborhood                            | 10 febbraio 2025 |
| 12 | Welcome to Getting Lucky                                 | 24 febbraio 2025 |
| 13 | Welcome to Not Being in It                               | 3 marzo 2025     |
| 14 | Welcome to the Blowout                                   | 24 marzo 2025    |
| 15 | Welcome to the Signature Service Loyalty Rewards Program | 31 marzo 2025    |
| 16 | Welcome to the Sting                                     | 14 aprile 2025   |
| 17 | Welcome to Your Own Medicine                             | 21 aprile 2025   |
| 18 | Welcome to the Yippedy-Dip                               | 28 aprile 2025   |
| 19 | Welcome to Pomp and Circumstance                         | 5 maggio 2025    |
| 20 | Welcome to Venice                                        | 5 maggio 2025    |